# حسن حسنی عبدالوهاب
حسن حُسنی عبدالوهاب (۲۱ ژوئیه ۱۸۸۴ – ۹ نوامبر ۱۹۶۸) تاریخ‌نگار، سیاستمدار و ادیب تونسی بود. در مهدیه و مدرسهٔ فرانسوی تونس تحصیل کرد. سپس در مدرسهٔ علوم سیاسی پاریس ادامه داد. به سمت‌های گوناگون فرماندار مهدیه ، رئیس اوقاف، وزیر قلم، وزیر دولت، مدیر میراث فرهنگی رسید. سپس از سمت‌های دولتی انصراف داد و در کتابخانهٔ زیتونه به پژوهش پرداخت. بساط العیق فی حضارة القیروان و شاعرها ابن رشیق، تاریخ کوتاه تونس، مجمل تاریخ ادبیات تونس، شهیرات تونسیات، کتاب العمر از آثار اوست. او از اعضای فرهنگستان‌های عربی در دمشق و قاهره و بغداد بود. پیش از درگذشت، بیمار شده بود. کتابخانهٔ شخصی نفیسی داشت، آن را به مسجد جامع زیتونه و سپس کتابخانهٔ ملّی تونس وقف کرد که حدود ۱۲۹۷ مورد را شامل شد.

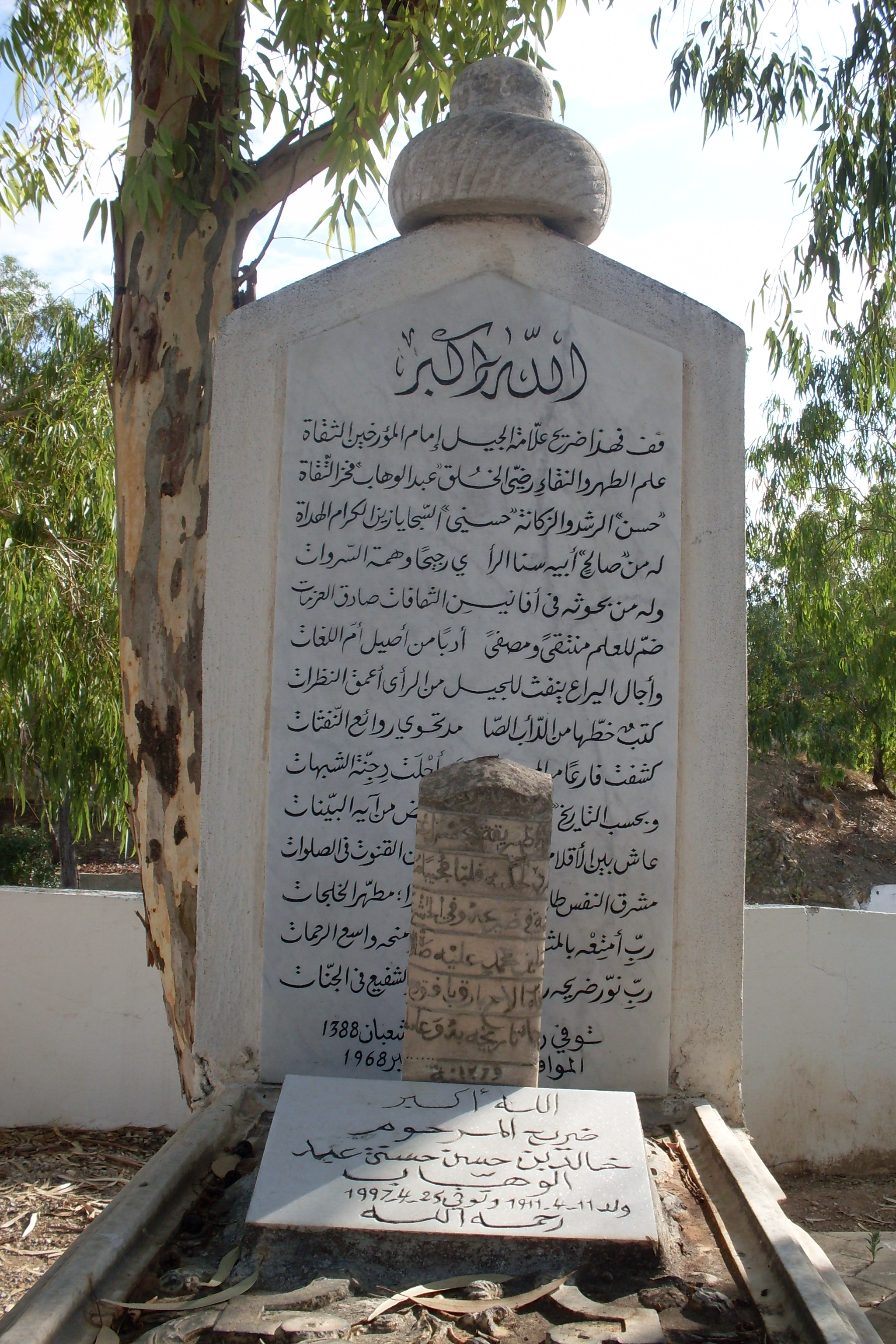
آرامگاه حسن حسنی عبدالوهاب